# François-Bernard Mâche
François-Bernard Mâche (ur. 4 kwietnia 1935 w Clermont-Ferrand) – francuski kompozytor.

## Życiorys
Uczył się gry na fortepianie oraz harmonii u Émile’a Passaniego w konserwatorium w Clermont-Ferrand. W latach 1955–1958 studiował archeologię i filologię klasyczną w École normale supérieure w Paryżu. Od 1958 do 1960 roku był studentem Oliviera Messiaena w Konserwatorium Paryskim. W latach 1958–1963 związany z Groupe de Recherches Musicales. Wykładał archeologię grecką (1958–1959) i filologię klasyczną (1962–1983) na Uniwersytecie Paryskim. W 1980 roku uzyskał tytuł doktora nauk humanistycznych na podstawie dysertacji L’idée de modèle en musique aujourd’hui. W latach 1979–1981 był przewodniczącym francuskiej sekcji Międzynarodowego Towarzystwa Muzyki Współczesnej. W 1983 roku został wykładowcą i profesorem muzykologii na Université de Strasbourg II.
Otrzymał nagrodę SACEM (1974), Prix Italia (1977), Prix Chartier de l’Academie Française (1984) i Grand Prix National de la Musique (1988). Od 2002 roku członek Académie des beaux-arts. Odznaczony Orderem Sztuki i Literatury w stopniu komandora, orderem Legii Honorowej w stopniu oficera i Orderem Palm Akademickich w stopniu kawalera.

## Twórczość
Wychodząc od swojego doświadczenia jako lingwisty sformułował pogląd, że muzyka istnieje bezpośrednio w naturze, w swojej twórczości posługując się metodami transpozycji i transkrypcji materiału dźwiękowego. Niekiedy wykorzystywał niepoddane żadnym przekształceniom nagrania materiału konkretnego w stanie surowym, np. głosy ptaków, owadów i płazów czy szum fal morskich.
Opublikował pracę Musique, mythe, nature ou les dauphins d’Arion (1983).

## Wybrane kompozycje
(na podstawie materiałów źródłowych)

### Utwory orkiestrowe
- La Peau du silence: I dla 30 wykonawców (1962), II dla 110 wykonawców (1966), III dla 83 wykonawców (1970)
- Synergies na 21 instrumentów i taśmę (1963)
- Le Son d’une voix na orkiestrę kameralną (1964)
- Rituel d’oubli na 17 instrumentów dętych, 3 perkusje i taśmę (1968)
- Répliques z udziałem publiczności (1969)
- Rambaramb na fortepian, orkiestrę i taśmę (1972)
- Le Jonc à 3 glumes (1974)
- Andromède na orkiestrę i 2 chóry (1979)
- L’estuaire du temps (1993)
- Planh na smyczki (1994)
- Braises na klawesyn amplifikowany i orkiestrę (1994)

### Utwory kameralne
- Duo na skrzypce i fortepian (1956)
- Canzone: I na 5 instrumentów (1957), II na 5 instrumentów (1963), III na 3 trąbki i 4 puzony (1967), IV na 2 soprany, alt, tenora i bas (1968), V na 4 instrumentów i scenografię (1969)
- Volumes na 7 puzonów, 2 perkusje, 2 fortepiany i taśmę (1960)
- Sporanges na klawesyn i skrzypce (1965)
- Kemit na darbukę i tombak (1970)
- Korwar na klawesyn i taśmę (1972)
- Temes Nevinbür na 2 fortepiany, 2 perkusje i taśmę (1973)
- Naluan na 8 instrumentów i taśmę (1974)
- Maraé na 6 amplifikowanych perkusji i taśmę (1974)
- Solstice na klawesyn i organy lub taśmę (1975)
- Kassandra na 9 instrumentów dętych, 3 perkusje, 2 fortepiany i taśmę (1977)
- Octuor na 8 klarnet, fagot, róg i kwartet smyczkowy (1977)
- Aera na 6 perkusji (1978)
- Amorgos na 12 instrumentów i taśmę (1979)
- Sopiana na flet, fortepian i taśmę ad libitum (1980)
- Anaphores na klawesyn i perkusję (1981)
- Phénix na perkusję (1982)
- Aulodie na obój lub sopran saksofonowy lub klarnet piccolo i taśmę (1983)
- Iter memor na wiolonczelę i sampler (1985)
- Heoi an Ankou na organy i 3 puzony (1985)
- Uncas na 9 instrumentów, dyktafon, sekwencer i taśmę (1986)
- Éridan na 2 skrzypiec, altówkę i wiolonczelę (1986)
- Aliunde na klarnet lub klarnet kontrabasowy, sopran, perkusję i sampler (1988)
- Tempora na 3 samplery klawiszowe i sekwencer (1988)
- Figures na klarnet basowy i wibrafon (1989)
- Guntur Madu na klawesyn (1990)
- Khnoum na sampler i 5 perkusji (1990)
- Athanor na 10 instrumentów (1991)
- Hiérogamie na flet piccolo i perkusję (1993)
- Moires na kwartet i taśmę (1994)
- Ugarit na gitarę (1998)
- Brûlis na klarnet, wiolonczelę i fortepian (1999)

### Utwory fortepianowe
- Areg na fortepian na 4 ręce (1977)
- Nocturne na fortepian i taśmę (1981)
- Autonomie na fortepian na 4 ręce (1981)
- Styx na 2 fortepiany na 8 rąk (1984)
- Léthè na 2 fortepiany na 8 rąk (1985)
- Mesarthim na 2 fortepiany (1987)

### Utwory klawesynowe
- Ziggurat (1998)

### Utwory organowe
- Guntur Sari (1990)

### Utwory wokalno-instrumentalne
- Safous Mélè na alt solo, 4 soprany, 4 alty i 9 instrumentów (1959)
- Danaé na 3 soprany, 3 alty, 3 tenorów, 3 basy i perkusję (1970)
- Rituel pour les Mangeurs d’Ombre na 3 soprany, 3 alty, 3 tenorów, 3 basy i perkusję (1979)
- Temboctou na 2 soprany, 2 mezzosoprany, 3 barytony, tenora, bas, 8 instrumentów, taśmę i aparaturę elektroniczną (1982)
- Trois Chants Sacrés: I „Muwatalli” na mezzosopran lub baryton i perkusję (1984), II „Rasna” na głos (1982), III „Maponos” na głos i bęben (1990)
- Cassiopée na chór i perkusję: I (1988), II (1998)
- Kengir na mezzosopran i sampler klawiszowy (1991)
- Manuel de Résurrection na mezzosopran i 2 samplery (1998)

### Dzieła sceniczne
- Da capo na organy, 2 perkusje, 3 średniowieczne instrumenty dęte, 10 błaznów, environment dźwiękowy i taśmę (1976)

### Utwory na taśmę
- Prélude (1958)
- Lanterne magique (1959)
- Terre de feu (1963)
- Soleil rugueux (1965)
- Agiba (1971)
- 4 phonographies de l’eau (1980)
- Hypérion (1981)
- La traversée de l’Afrique (1985)
- Tithon (1989)